# Matsushita National JR 200
Matsushita National JR 200 (National JR 200) је био кућни рачунар фирме Matsushita који је почео да се производи у Јапану од 1982. године.
Користио је MN 1800A (6802 компатибилан) као микропроцесор. РАМ меморија рачунара је имала капацитет од 36 KB (32 KB + 2 KB за графичке знакове + 2 KB VRAM). 

## Детаљни подаци
Детаљнији подаци о рачунару National JR 200 су дати у табели испод.
|                       |                                                                           |
| [ 1 ]                 |                                                                           |
| Произвођач            |                                                                           |
| Тип                   | кућни рачунар                                                             |
| Меморија              | 36 (32 + 2 за графичке знакове + 2 VRAM)                                  |
| Поријекло             | Јапан                                                                     |
| Година                | 1982                                                                      |
| Тастатура             | Chicklet тастатура са Бејсик командама исписаним на тастерима, 64 тастера |
| Процесор              |                                                                           |
| Фреквенција процесора | непознато                                                                 |
| RAM                   | 36 (32 + 2 за графичке знакове + 2 VRAM)                                  |
| ROM                   | 16                                                                        |
| Текст                 | 32 x 24                                                                   |
| Графика               | 64 x 48                                                                   |
| Боја                  | 16                                                                        |
| Звук                  | 3 гласа, 5 октава                                                         |
| Димензије             | 348 / 208 / 56 / 1,7                                                      |
| Портови               |                                                                           |
| Оперативни систем     |                                                                           |